# Узломачки партизански одред
Узломачки народноослободилачки партизански (НОП) одред је био је био партизанска јединица у саставу Народноослободилачке војске и партизанских одреда Југославије током Другог светског рата у Босни и Херцеговини.

## Историјат
Формиран је крајем септембра 1944. у селу Масловарама код Котор-Вароши од бораца из рејона Скендер-Вакуфа и Шипрага. Био је у саставу 53. ударне дивизије НОВЈ и дејствовао је у међуречју ријеке Врбање и Угра. Бројно стање кретало се до 100 бораца. Углавном, обезбеђивао је војно-позадинске установе и органе власти, вршио мобилизацију бораца, и чистио територију од заосталих четничких група. У новембру и децембру 1944. у оквиру Оперативне групе за уништење четника у средњој Босни (13. крајишка и 18. средњобосанска бригада, 3. батаљон 1. бригаде 3. дивизије Народне одбране, Бањалучки и Узломачки НОП одред) учествује у борбама и ван свог оперативног подручја, док у пролеће 1945. заједно са осталим јединицама 53. дивизије спречава наступање главнине четника Драже Михаиловића, који су били у покрету према Србији. Крајем априла 1945. Узломачки одред је расформиран, а његовим борцима попуњена је 19. средњобосанска бригада.